# Маджхвар
Маджхвар (Majhwar, ISO 639-3: mmj) — мова, якою розмовляють у деяких частинах Непалу і Сіккіму (Індія). Повне число носіїв 27 958. Мова не класифікована, її спорідненість з іншими невідома.